# كيني جي
كينيث غورليك (بالإنكليزية:Kenneth Gorelick) (مواليد 5 يونيو 1956). معروف باسمه الفني كيني جي "Kenny G". هو عازف ساكسفون أمريكي. ألبومه الرابع Duotones جعله في خانة الموسيقيين الناجحين في 1986. المجال الذي تخصص كيني في أداءه هو الساكسفون السوبرانو soprano saxophone كما يعزف أحيانا «الألتو ساكسفون» و«التنوري ساكسفون». كيني جي حاز على عدد من الجوائز بينها على جائزة الغرامي.

## حياته
ولد كيني جي في سياتل، واشنطن، لأبوين يهوديين (كانت والدته في الأصل من ساسكاتشوان، كندا)، ونشأ في حي سيوارد بارك في المدينة، وهو مركز الجالية اليهودية في المدينة.
كان على احتكاك مع الساكسفون عندما سمع اداء إد سوليفان في عرضه الخاص، بدأ العزف على الساكسفون في عام 1966 عندما كان عمره 10 سنوات.
التحق كيني جي في مدرسة ايتورث الابتدائية بعدها مدرستي شاربلز جونير وفرانكلين الثانوية وانهى دراسته الجامعية في جامعة واشنطن.
عند دخوله إلى الثانوية فشل في أول محاولة له للدخول لفرقة موسيقى الجازولكن حاول مرة أخرى في العام التالي وحصل على المقعد الأول.
بدأ بأخذ الدروس الخاصة على الساكسفون والكلارينيت من جوني جيسين مرة واحدة في الأسبوع لمدة سنة.
كان أيضا أحد لاعبي فريق الجولف في المدرسة الثانوية.

## مسيرته الفنية
بدأ كيني جي وظيفته بجانب العازف باري وايت في اوركسترا حب بلا حدود في عام 1973 في عمر السابعة عشر وكان لا يزال في المدرسة الثانوية. واستمر في العزف على نحو محترف أثناء دراسته لتخصص المحاسبة في جامعة واشنطن في سياتل، وتخرج بامتياز. وعزف مع فرقة الفانك

## ديسكوغرافيا
- 1982 Kenny G
- 1983 G Force
- 1985 Gravity
- 1986 Duotones
- 1988 Silhouette
- 1992 Silhouette
- 1996 The Moment
- 1999 Classics in the Key of G
- 2002 Paradise
- 2004 At Last...The Duets Album
- 2006 I'm in the Mood for Love...The Most Romantic Melodies of All Time
- 2009 Rhythm & Romance
- 2010 Heart and Soul